# Neumann János
Margittai Neumann János (külföldön: John von Neumann, született: Neumann János Lajos) (Budapest, 1903. december 28. – Washington, 1957. február 8.) magyar születésű matematikus. Kvantummechanikai elméleti kutatásai mellett a digitális számítógép elvi alapjainak lefektetésével vált ismertté.

## Családi gyökerek, kezdetek
1903. december 28-án született Neumann Miksa (1867–1929) és Kann Margit (1881–1956) első gyermekeként, zsidó családba Budapesten, az V. kerület Báthory utca 26. számú házban. Jánosnak később két öccse is született: Mihály (1907–1989) és Miklós (1911–2011). Édesapja Pécsről származott, és Budapesten ügyvédként dolgozott, aztán a Magyar Jelzálog- és Hitelbankhoz került először fő jogtanácsosi pozícióba, majd pedig a bank igazgatói székébe. János édesanyja, Margit a háztartást vezette és fiai nevelésével foglalatoskodott.
Neumann Miksa 1913. február 20-án magyar armális nemességet kapott a „margittai” nemesi előnévvel az akkori királytól. Ilyen módon leszármazottjai jogosulttá váltak ennek a nemesi előnévnek a használatára. Fia, Neumann János így lett hivatalosan margittai Neumann János, aki későbbi külföldi tartózkodása idején használta először a Johann von Neumann, majd később a John von Neumann nevet. A világ nagyobbik részén ma is így ismerik.
A Neumann család ingergazdag szellemi légkört teremtett gyermekei számára. A gyakori beszélgetések nem kizárólag tudományról zajlottak, nem volt ritka a zenei, színházművészeti vagy irodalmi téma sem. A gyerekek már fiatalon németül és franciául is tanultak nevelőnőiktől. Ugyancsak mindennapos volt a vendégség a háznál, jöttek külföldiek és magyarok egyaránt. A hazai szellemi elit prominens képviselői is tiszteletüket tették Neumannéknál, például Ortvay Rudolf, a budapesti tudományegyetem elméleti fizikai intézetének igazgatója és Fejér Lipót matematikaprofesszor.[forrás?]
János már korán kortársait jóval meghaladó képességekről tett tanúbizonyságot. Magyar anyanyelve, a francia és a német nyelvek mellett tanulta a latint és az ógörögöt; emlékezőtehetsége szinte fotografikus volt, és fejszámolásban is rendkívüli eredményeket mutatott fel. Ez utóbbi képessége felnőttkorában szinte védjegyévé vált. Legenda-szerű, hogy a korai elektronikus számológépek számításait ő maga ellenőrizte fejben a gépekével azonos sebességgel. Hasonlóan legendás volt emlékezőtehetsége. Élete végéig görögül idézett Thuküdidészből, és franciául Voltaire-ből.
1935-ben Kövesi Mariettával, első feleségével megszületett Marina (von Neumann Whitman) nevű lányuk, aki híres közgazdász lett Amerikában. Miután elváltak, 1938. november 17-én Budapesten, a Terézvárosban feleségül vette Dán Klárát.

## Tanulmányai

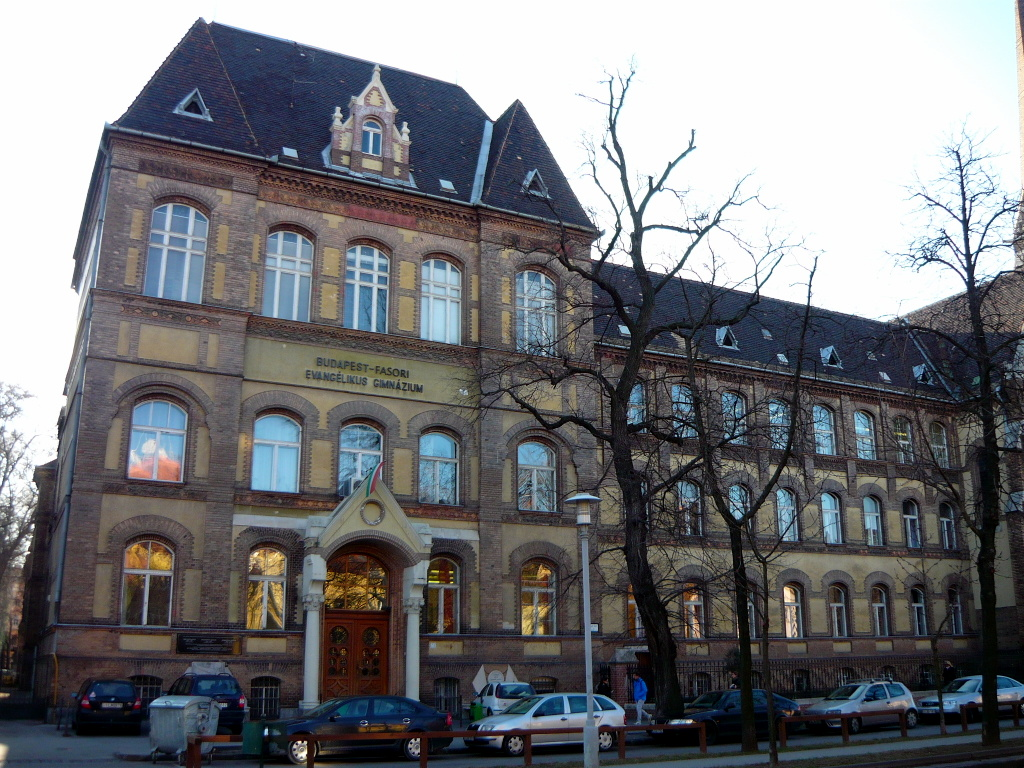
A Fasori Evangélikus Gimnázium

Neumann már tízéves kora előtt csodagyereknek számított, 1913-ban szülei beíratták a híres fasori Ágostai Hitvallású Evangélikus Főgimnáziumba. Ebbe az iskolába járt a fizikai Nobel-díjas Wigner Jenő is, ahol mindketten Rátz Lászlótól tanultak matematikát. Neumann már gimnazistaként is kitűnt a matematikában, és tanárával, Fekete Mihállyal közösen publikálta első matematikai cikkét, amelyet nem egészen 18 éves korában írt. Neumann 1921-ben érettségizett.
Barátja, Kármán Tódor szerint Neumann apja azt akarta, hogy fia kövesse őt az üzleti életben, ezért megkérte Kármánt, győzze meg fiát, hogy a továbbtanulásnál ne a matematikát válassza szakirányként. Végül Neumann az apjával úgy döntött, hogy a vegyészmérnöki pálya jó kompromisszum. A kémiához ugyan nem nagyon konyított, de szülei akaratának engedve 1921-ben beiratkozott a berlini Frigyes Vilmos Egyetemre. Egyetemi évei alatt Fritz Habernél kémiát, Albert Einsteinnél statisztikus mechanikát és Erhard Schmidtnél matematikát hallgatott. Ott fűzte szorosra kapcsolatát Wignerrel, Szilárd Leóval és Gábor Dénessel. A berlini egyetemmel párhuzamosan beiratkozott a budapesti Magyar Királyi Pázmány Péter Tudományegyetem matematika szakára is.
Apja kívánságára 1923-ban Zürichbe ment, hogy a Zürichi Műszaki Egyetemen folytassa vegyészmérnöki tanulmányait. Az igazi szerelme azonban mindig is a matematika maradt, amelynek bármikor önfeledten adta át magát. Csakúgy, mint korábban Berlinben, a zürichi egyetemen is áthallgatott a matematika előadásokra, rendszeresen részt vett Hermann Weyl és Pólya György matematika szemináriumain, akik hamarosan felfigyeltek rá. Vegyészmérnöki diplomáját Zürichben 1925-ben szerezte meg, diplomamunkája a naftazarin nevű vegyület előállításával foglalkozott.
A rákövetkező évben, 1926-ban Budapesten matematikából (kísérleti fizika és kémia szakokkal kiegészítve) summa cum laude eredménnyel tette le doktori vizsgáját. Elkészítette Cantor halmazelméletének axiomatizációját, 1928-as cikkében megfogalmazta a kétszemélyes nullaösszegű nem kooperatív játék egyensúlyát, és megfelelő feltevések mellett igazolta az egyensúly létezését. 1944-ben Oskar Morgensternnel közösen megjelent Theory of Games and Economic Behavior című könyvük, amelyben általánosította a fenti eredményt, valamint bevezette a kooperatív játékokat és az ún. Neumann–Morgenstern féle hasznosságfüggvényt. A játékelméleti alkalmazhatóságot megkönnyítette John Forbes Nash általánosítása n-személyes, tetszőleges hasznosságfüggvényű játékosra.
A doktori cím megszerzését követően a Rockefeller Alapítvány ösztöndíjával a Göttingeni Egyetemre ment, hogy matematikát tanuljon David Hilbertnél. Hermann Weyl Emmy Noetherről írt nekrológjában arra emlékszik vissza, hogy 1926 telén Neumann, Noether és ő az órák után nagy sétákat tettek „Göttingen hideg, nedves, esőáztatta utcáin”, ahol a hiperkomplex számrendszereket és azok ábrázolásait vitatták meg.

## Pályafutás

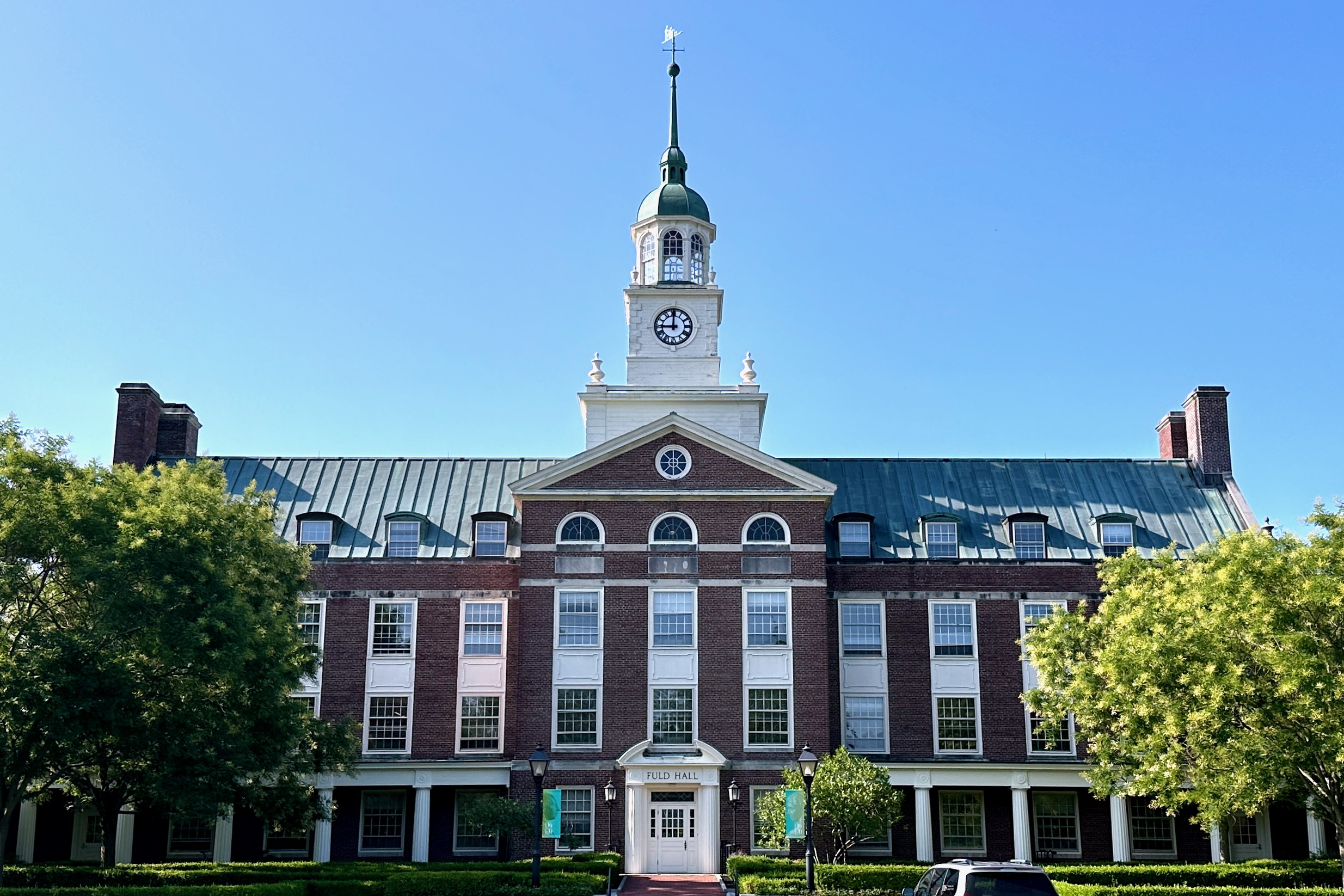
Az Institute for Advanced Study Fuld Hall épülete

1930-ban meghívták vendégprofesszornak az Egyesült Államokba, a Princetoni Egyetemre. Hamarosan az egyetem professzora lett (1930–1931), majd az újonnan megnyílt princetoni Institute for Advanced Studies professzora lett (1933–1955) – John von Neumann néven –, ahol a világ legkiválóbb tudósai gyűltek össze. A második világháború idején addigi tevékenysége mellett – számos más természettudóshoz hasonlóan – ő is bekapcsolódott a haditechnikai kutatásokba. Rendszeresen járt Los Alamosba, ahol részt vett az első atombomba megépítésével kapcsolatos titkos programban. Az 1930-as évek végétől érdeklődése egyre inkább az alkalmazott matematikai problémák felé fordult. 1951-től 1953-ig az Amerikai Matematikai Társaság elnöke volt. 1955-ben az öttagú Atomenergia Bizottság (AEC) tagjává nevezték ki, amely akkor a legmagasabb szintű kormánymegbizatásnak számított egy tudós számára. Az atom- és hidrogénbombák kísérleti robbantásainál az ott keletkező lökéshullámok tanulmányozása során olyan bonyolult matematikai összefüggéseket fedezett fel, amelyek a klasszikus módszerekkel már nem voltak megoldhatók. Ekkor fordult érdeklődése a nagysebességű elektronikus számítások lehetősége felé.
Tudományos pályafutása kezdetén behatóan foglalkozott kvantumelmélettel, a matematika alapjaival, halmazelmélettel és matematikai logikával. Tőle származik a halmazelmélet egzakt megalapozása. Jelentős eredményeket ért el az ergodelméletben, és kifejlesztette a „folytonos geometria” elméletét is. Az ő nevéhez fűződik a játékelmélet megteremtése (minimax elv, 1928), melyet Morgensternnel dolgoztak ki. Az elméletet az USA nemzeti kártyajátéka, a póker elsajátítása, a játék általános elmélete alapján fogalmazták meg. A koreai háború idején például ennek az elméletnek a kiértékelése volt az oka, hogy az USA nem támadta meg Kínát.[forrás?] Szerkesztője volt a Princetonben megjelenő Annals of Mathematics és az Amszterdamban kiadott Compositio Mathematica című tudományos folyóiratoknak. Számos tudományos akadémia és társaság választotta tagjának, illetve díszdoktorának. Foglalkozott tudománypolitikai kérdésekkel, kifejtette a humánum iránti elkötelezettségét tükröző nézeteit a tudományos és technikai fejlődés filozófiai és morális problémáiról.

## Kvantummechanika
A matematikusok 1900-as nemzetközi kongresszusán (International Congress of Mathematicians) állt elő a huszonhárom problémából álló híres listájával David Hilbert. Ezek komoly hatással voltak a 20. század matematikájának fejlődésére. Közülük a hatodik a fizikai elméletek axiomatizálásáról szólt. Az évszázad új fizikai elméletei közül csak ezek egyike került axiomatizálásra az 1930-as évek végére: a kvantummechanika, amely – a halmazelmélethez hasonlóan – a kezdeti krízis állapotában volt; filozófiai és technikai jellegű problémákkal nézett szembe. Egyrészt a nyilvánvaló nem determinisztikus jellege nem szűnt meg, ahogy Albert Einstein hitte, hogy meg kell történnie ahhoz, hogy kielégítő és teljes legyen. Másrészt két független, de ekvivalens heurisztikus megfogalmazása volt, a Werner Heisenberg által bevezetett mátrixmechanikai és az Erwin Schrödinger által kifejlesztett hullámmechanikai kép, de nem volt kielégítő egyesített megfogalmazása.
Miután teljessé tette a halmazelmélet axiómarendszerét, Neumann nekiállt a kvantummechanika axiomatizálásának. Rögtön látta – 1926-ban – hogy a kvantumrendszer állapotát egy úgynevezett Hilbert-tér egy pontjának kell tekinteni, hasonlóan a klasszikus mechanika 6N dimenziójához (N a részecskék száma, 3 általános koordináta és 3 kanonikus impulzus minden részecske esetén), de a 6N helyett végtelen dimenzióval, mivel a rendszernek végtelen sok lehetséges állapota van: a klasszikus fizikai mennyiségeket (például hely és lendület) emiatt ezen a téren ható lineáris operátorokként kell kezelni. A kvantummechanika fizikája ezáltal a Hilbert-tér lineáris Hermitikus operátorainak matematikájára egyszerűsödik. Például Heisenberg híres határozatlansági elve – mely szerint a részecske helye és lendülete nem határozható meg tetszőleges pontossággal – a két megfelelő operátor nem-kommutativitásává alakul. Ez az új matematikai megfogalmazás – amely a mátrixmechanikát és a hullámmechanikát is magában foglalja – 1932-ben A kvantummechanika matematikai alapjai (The Mathematical Foundations of Quantum Mechanics) című alapvető könyvhöz vezetett. A fizikusok azonban általában másfajta megközelítést fogadtak el, Neumanné inkább a matematikusok számára volt elegáns és kielégítő. A fizikusok által elfogadott megközelítést 1930-ban Paul Dirac fogalmazta meg. Ez egy különös függvényen – az úgynevezett Dirac-delta függvényen – alapult, amit Neumann keményen bírált.
Mindenesetre absztrakt kezelési módja lehetővé tette a számára, hogy szembeállítsa a determinizmus és a nem-determinista álláspont ügyét, és a könyvében megmutatta, hogy a kvantummechanika nem származtatható egy a klasszikus mechanikához hasonló determinisztikus elmélet statisztikai megközelítéséből. A bizonyítás ugyan tartalmazott egy fogalmi hibát, mégis egy sor kutatásra ösztönzött, amely John Stewart Bell 1964-es Bell-elmélettel kapcsolatos munkáján és Alain Aspect kísérletein keresztül megmutatta, hogy a kvantummechanika gyökeresen eltérő valóságképet igényel, mint a klasszikus fizika.
Egy 1936-os kiegészítő művében Neumann Garrett Birkhoff-fal együtt bebizonyította, hogy a kvantummechanika egy teljesen más logikát is követel, mint a klasszikus. Például a fény (a fotonok) nem képesek áthaladni két egymást követő, egymásra merőlegesen polarizált polárszűrőn, és emiatt egy harmadik szűrőn sem tudnak átmenni, amely az eredetiekhez képest ferdén polarizált, akár a másik kettő elé, akár mögé helyezzük. De ha a harmadik szűrőt a másik kettő közé helyezzük, a foton képes keresztülhaladni. Ez a kísérleti tény mint a konjunkció nem-kommutativitása fordítható a logika nyelvére: {\displaystyle (A\land B)\neq (B\land A)}. Azt is megmutatták, hogy a klasszikus logika disztributív törvénye – {\displaystyle P\lor (Q\land R)=(P\lor Q)\land (P\lor R)} és
{\displaystyle P\land (Q\lor R)=(P\land Q)\lor (P\land R)} – szintén nem igaz a kvantummechanikában. Ez annak a következménye, hogy a kvantumos diszjunkció – ellentétben a klasszikussal – akkor is lehet igaz, ha a két tag hamis, és ennek tulajdonítható az a gyakori tény a kvantummechanikában, hogy egy alternatívapár szemantikailag determinált, míg a tagjai nem determináltak. Ez utóbbi tulajdonságot egy példával illusztrálhatjuk. Foglalkozzunk egy félegész spinű részecskével (mint az elektron), melynek spinje csak két lehetséges értéket vehet fel: pozitívat és negatívot. A határozatlansági elv értelmében két különböző (például x és y) irányban vett spinérték egymástól független mennyiség. Ha egy bizonyos elektron ɸ állapotfüggvényére teljesül, hogy „a spin x irányú komponense pozitív”, a határozatlansági elv értelmében ekkor a spin y irányú értéke a ɸ állapotban teljesen meghatározatlan. Így a ɸ állapotra sem az nem igazolható, hogy „a spin y irányú komponense pozitív”, sem az, hogy „a spin y irányú komponense negatív”, holott a két állítás diszjunkciójának igaznak kell lennie a ɸ állapotban.
A disztributív esetben emiatt lehetséges olyan szituáció, melyben {\displaystyle A\land (B\lor C)=A\land 1=A}, {\displaystyle (A\land B)\lor (A\land C)=0\lor 0=0}.

## A számítógép tervezése

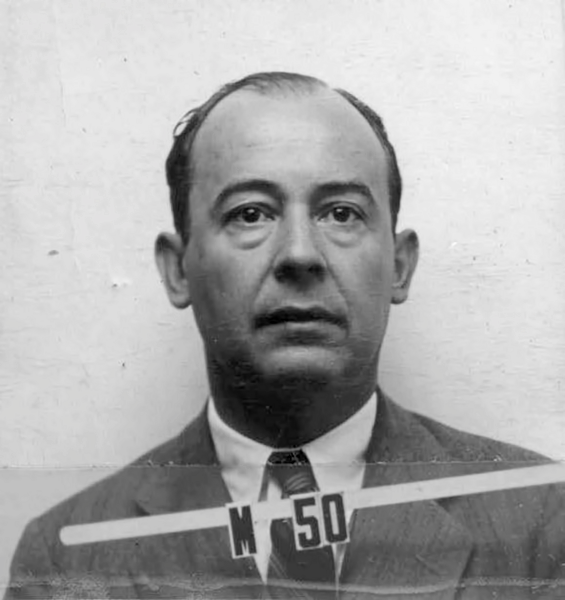
Los Alamos-i katonaigazolványának fotója

Az elektronikus számítógépek logikai tervezésében kiemelkedő érdemeket szerzett. Ennek alapvető gondolatait – a kettes számrendszer alkalmazása, memória, programtárolás, utasításrendszer – Neumann-elvekként emlegetjük. Tanácsadóként szerepelt az EDVAC – az első olyan számítógép, amely a memóriájában tárolja a programot is – tervezésénél 1944-től, amelyet 1952-ben helyeztek üzembe. Ennek a számítógépnek a tervezése során fejlesztette ki az elektronikus számítógépek belső szervezésének elméletét (Neumann-elv), s ennek alapján készülnek a mai számítógépek is.

## További információk

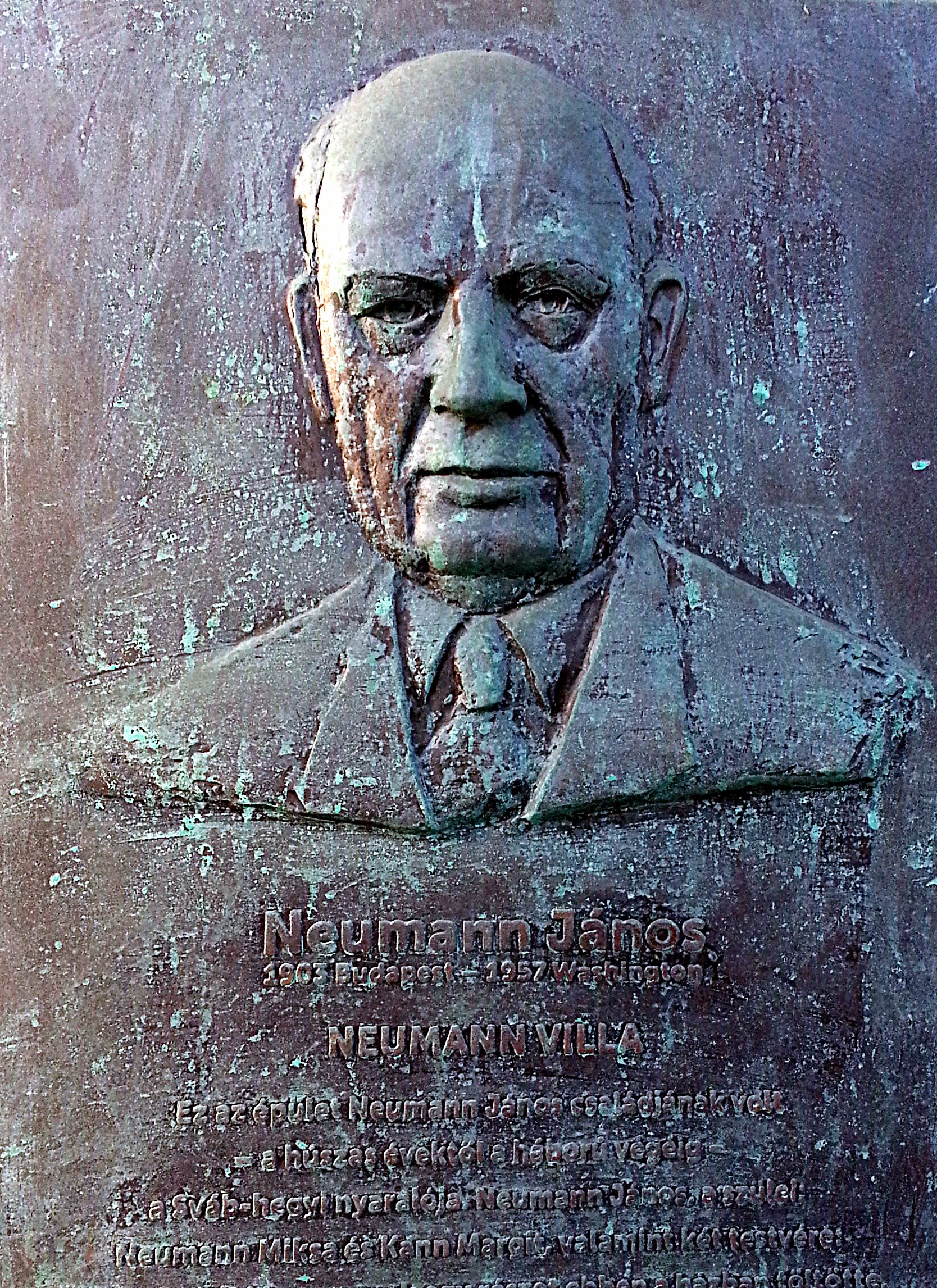
Neumann János emléktáblája a XII. kerületben az Eötvös úton

## Numerikus analízis
A numerikus analízis kezdete az ókori egyiptomi kultúráig nyúlik vissza; egyik első ilyen témájú írott emlék a Rhind-papirusz (i. e. 1550 körül). Komolyabb fejlődésnek azonban csak Isaac Newton és Gottfried Leibniz munkásságának köszönhetően indult. A 18. és 19. században nem kisebb elmék, mint Leonhard Euler, Joseph Louis Lagrange és Carl Friedrich Gauss fejlesztették tovább a numerikus analízist. Ezen eredményekre építve a 20. század elejére kialakultak a kis lineáris egyenletrendszerek megoldására, kis mátrixok invertálására, a közönséges differenciálegyenletek megoldására és az integrálok közelítésére használható gyakorlati módszerek.
Neumann János felismerte, hogy kihasználva a számítógépek képességét hosszú számítási sorok emberi beavatkozás nélküli elvégzésére, kiterjesztheti a numerikus módszerek hatókörét az összetettebb lineáris egyenletrendszerekre és a parciális differenciálegyenletekre is. Arra is rájött, hogy a fejlettebb módszerek alkalmazásának kulcsa a számítógépek memóriakapacitásának növelése. A számítógépek nagy előnye a számológépekkel szemben igazán jelentősen a szorzások műveleti sebességében mutatkozott meg, míg tárolókapacitás terén egyértelműen a lyukkártyás számológépek vezettek. A numerikus módszerek azonban nagy mennyiségben állítanak elő közbenső eredményeket, amelyeket egy gyorsan hozzáférhető központi memóriában tárolva komoly teljesítménynövekedést lehet elérni.
Az eszközök fejlesztésén túl a módszereket is át kellett alakítani, mert a hagyományos eliminációs eljárások numerikusan nem voltak eléggé stabilak, azaz érzékenyek voltak a kerekítési hibák halmozódására. Az eliminációs eljárások helyét szukcesszív approximációs (sorozatosan közelítő) eljárások vették át, melyek ugyan több szorzást igényeltek, de természetüknél fogva stabilabbak voltak. 

## Közgazdaságtan

Neumann 29 állapotú sejtautomatája egyik struktúrájának animációja. Egy bináris jelet egy kék huzalos hurokban ismételten átvezetnek. A jelet egy piros huzalon is továbbküldik, és a végén dekódolják, az éppen mögötte lévő üres cellába írva. Ez a bizonyos jel (1011) egy jobbra mutató piros nyilat kódol, minden alkalommal egy cellával meghosszabbítva a piros huzalt

A 30-as években Wald Ábrahám matematikussal együtt foglalkoztak egyensúlyi feltételekkel dinamikus és statikus modellekben. Kettőjük munkája eredményeképpen jelentősen javult a közgazdaságtani elemzés technikai színvonala, feltárták több korábbi közgazdász teoretikus és politikai elemzésének hiányosságait. Munkásságukat később olyan neves közgazdászok is felhasználták, mint Kenneth Arrow és Gerard Debreu, akik kiegészítették, és Walras általános egyensúlyi modellére alkalmazták. 1937-ben egy bécsi konferencián Wald előadta a statikus általános egyensúly létezésének bizonyítását, Neumann pedig (általánosítva az 1928-as játékelméleti cikkét) egy dinamikus modellben igazolta az egyensúlyi növekedési pálya létezését, s ez a dualitással együtt a széleskörben használt lineáris programozás előfutára lett.[forrás?]

## Betegsége és halála
1955. augusztus 15-én csontrákra utaló elváltozást találtak a nyakában, ami feltehetőleg a korábban diagnosztizált prosztatarák áttétje volt. A rákot valószínűleg a Los Alamos-i Nemzeti Laboratóriumban töltött ideje alatt történt sugárterhelése okozta.
A következő év elején állapota tovább romlott, és kerekesszékbe kényszerült. 1956 áprilisában kórházba került, amit korai haláláig már nem hagyhatott el. A kórházban megtért katolikus hitéhez, amit addig csak nevében tartott. Ezt lányának, Marinának úgy indokolta, hogy „a katolicizmus nagyon kellemetlen vallás, ha aszerint kell élni, de meghalni csak abban szabad”.
Nem tudta elfogadni saját halálának közelségét, annak árnyéka nagy félelmet keltett benne. Magához hívatott egy katolikus papot, Anselm Strittmatter bencés atyát, és megkérte, hogy látogassa rendszeresen és lelkigondozza. Neumann Pascalra utalva állítólag azt mondta: „Míg a nem hívők számára fennáll az örök kárhozat esélye, addig logikusabb a végén hívővé válni”. Korábban azt mondta édesanyjának: „Valószínűleg kell lennie egy Istennek. Sok mindent könnyebb megmagyarázni, ha van, mint ha nincs.”

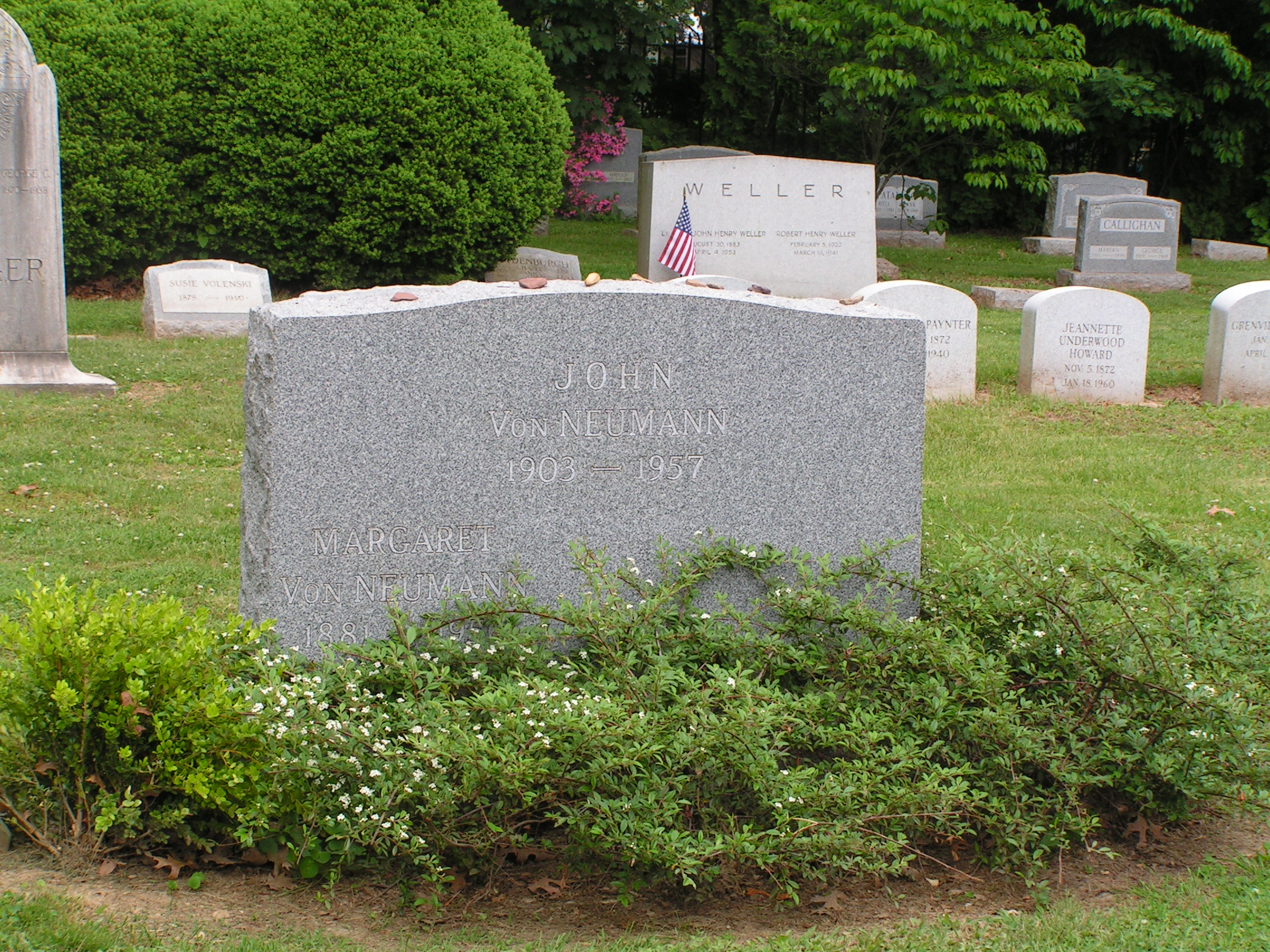
Neumann János sírja Princetonban

Kórházi ágyán kezdetben azzal szórakoztatta Mihály öccsét, hogy szóról szóra idézett neki fejből Goethe Faustjából. Később szellemi képességei töredékükre csökkentek, ami nagy kínokat okozott neki.
Haláláig nem hagyott fel a kutatással. Jellemző volt a türelmetlen, szellemes és kiszámíthatatlanul zseniális Neumann Jánosra, hogy míg az utolsó pillanatig dolgozott másoknak, addig saját, az agy működéséről szóló értekezését – a művet, amellyel meg akarta koronázni életművét – befejezetlenül hagyta." Halálos ágyán még mindig nem volt biztos abban, hogy elegendő fontos munkát végzett-e életében. Még megérte, hogy rákbetegsége ellenére kinevezték professzorrá a Los Angeles-i Kaliforniai Egyetemen is.
Strittmatter atya adta fel neki az utolsó kenetet, 1957. február 8-án halt meg a washingtoni Walter Reed Army Medical Centerben, katonai biztonsági intézkedések mellett, nehogy katonai titkokat fedjen fel, miközben erősen be volt gyógyszerezve. A Nassau Presbiteriánus Egyház princetoni temetőjében temették el, New Jersey államban.

## Tudományos szervezetekben volt tagságai
Néhány tudományos szervezet, melyben tagságot, vagy elnökséget viselt Neumann
- Colloquium Lecturer (Amerikai Matematikai Társaság) (1937)[27]
- National Academy of Sciences (1937)[28]
- American Academy of Arts and Sciences (1944)[29]
- Az Amerikai Matematikai Társulat elnöke (1951 – 1953)[27]
- Istituto Lombardo di Scienze[27]
- American Philosophical Society[27]

## Díjai és kitüntetései
Néhány díj és kitüntetés a legjelentősebbek közül
- 1938: Bôcher Memorial Prize[27]
- 1947: Az Amerikai Matematikai Társaság Gibbs Lecturer díja[27]
- 1947: Az Egyesült Államok elnöke kitünteti a Medal for Merit érdemrenddel.[30]
- 1947: Megkapja a Distinguished Civilian Service Award kitüntetést.[30]
- 1952: A London Mathematical Society tiszteletbeli tagja lesz.[31]
- 1956: Eisenhower elnöktől megkapja a Medal of Freedom kitüntetést.[30][32]
- 1956: Elnyeri az Albert Einstein Commemorative Award kitüntetést.[30]
- 1956: Megkapja az Enrico Fermi-díjat.[30]
- 1999: A Financial Times megválasztja az évszázad emberének.

## Neumannról elnevezett díjak
Néhány Neumannról elnevezett díj
- IEEE John von Neumann Medal[33]
- John von Neumann Theory Prize[34]

## Idézetek
Neumann 1943-ban a lengyel–brit matematikussal, Jacob Bronowskival folytatott eszmecseréjük során így érvelt, miközben légifelvételeken bombakrátereket tanulmányoztak:
„Nem, nem, nem látod rendesen. A vizualizációs elméd nem lát rendesen. Absztrakt módon kell gondolkodnod. Az a lényeg, hogy amikor az első differenciálhányados eltűnik, akkor válik láthatóvá a második differenciálhányados eredménye.”
Bronowski beszámolója szerint a tanácsot megfogadva közelített legközelebb a problémához, és még aznap késő este bizonyítottnak találta Neumann teóriáját, rájött a megoldásra.
Amikor ezt másnap reggel lelkesen közölte volna vele, Neumann álmosan csak annyit kért tőle, hogy legközelebb, ha igaza volt, akkor ne keltse fel ilyen korán, csak akkor, ha tévedett,
Neumann a matematikai modellek túlillesztésének problémáját szemléletesen egy elefánt példájával írta le:
„Négy paraméterrel modellezni tudok egy elefántot, öt paraméterrel viszont már rávehetem arra is, hogy az ormányát is csóválja”.
– John von Neumann (Enrico Fermi: Nature)
Bár egy elefánt vázlatos ábrázolása négy komplex számmal valóban lehetséges, a kijelentés valószínűleg arra irányult, hogy kritikusan megkérdőjelezze egy matematikai modell túlillesztését a meglévő adatokhoz.

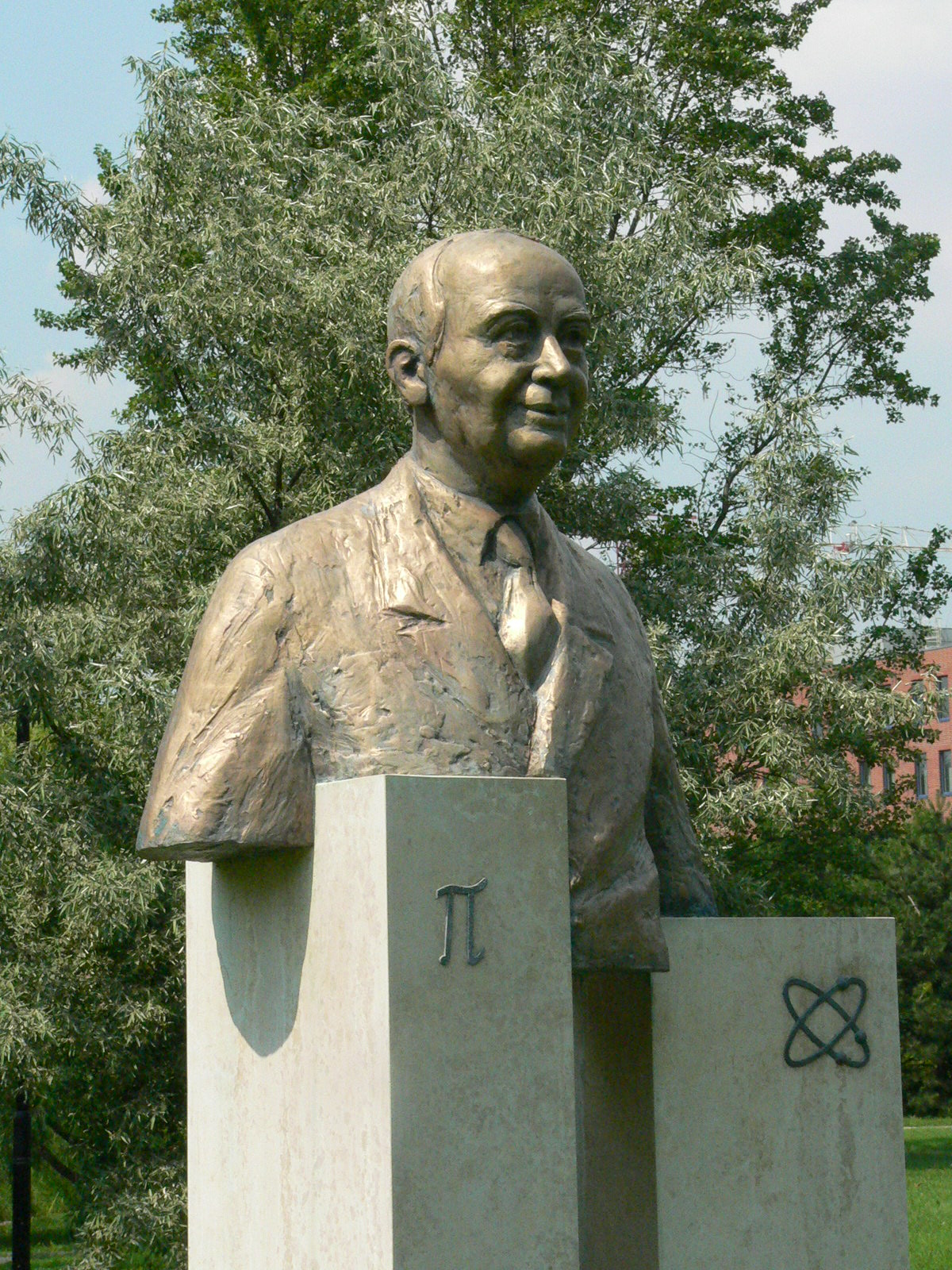
Neumann János szobra Budapesten, a XI. kerületi Infoparkban (Szathmáry Gyöngyi alkotása)

## Dokumentumfilmek
- Neumann János – John von Neumann (magyar dokumentumfilm, 1984, 66 perc, írta és rendezte: Dénes Gábor)
- A legpompásabb emberi elme (magyar dokumentumfilm, 2024, 78 perc, rendezte: Bertha Lívia)[36][37]

## Művei magyarul
- A számológép és az agy; bev. Neumann Klára, ford., jegyz. Szalai Sándor, utószó Tarján Rezső; Gondolat, Bp., 1964
- Válogatott előadások és tanulmányok; ford. Augusztinovics Mária; Közgazdasági és Jogi, Bp., 1965
- A kvantummechanika matematikai alapjai; ford. Sebestyén Ákos; Akadémiai, Bp., 1980
- A számítógép és az agy; ford. Szerényi László, Szerényi Ildikó; NetAcademia Oktatóközpont, Bp., 2006
- Neumann János válogatott írásai; vál., előszó Ropolyi László, ford. Augusztinovics Mária; Typotex, Bp., 2003 (Principia Philosophiae Naturalis sorozat); bővített kiadás: Typotex, Bp., 2023
- Idézhető Neumann János. Egy nagy tudós gondolataiból; vál., szerk. Hargittai Balázs és Hargittai István; Neumann János Számítógép-tudományi Társaság, Budapest, 2023

## Emlékezete
- Neumann János Egyetem, Kecskemét
- Óbudai Egyetem Neumann János Informatikai kar
- Nevét holdkráter őrzi.
- Róla nevezték el a (22824) von Neumann kisbolygót.[38]
- Budapesten és Székesfehérváron utcát, Budapesten egyetemi kart és szakgimnáziumot, Egerben pedig gimnáziumot neveztek el róla.
- Szombathelyen, egy általános iskola is őrzi a nevét.
- A Financial Times 1999-ben az évszázad emberének nevezte.[39]
- Neumann János Díj (IEEE)
- Neumann János Számítógép-tudományi Társaság, Budapest
- Neumann Kht.
- A berlini Humboldt Egyetem Számítástechnikai és Matematikai Intézete a Johann von Neumann-házban található.
- Oregon amerikai államban egy róla mintázott vízköpőt helyeztek el az egyetem falán.
- 2023 óta viaszfigurája megtekinthető a Madame Tussauds Budapest múzeumban.

## Források

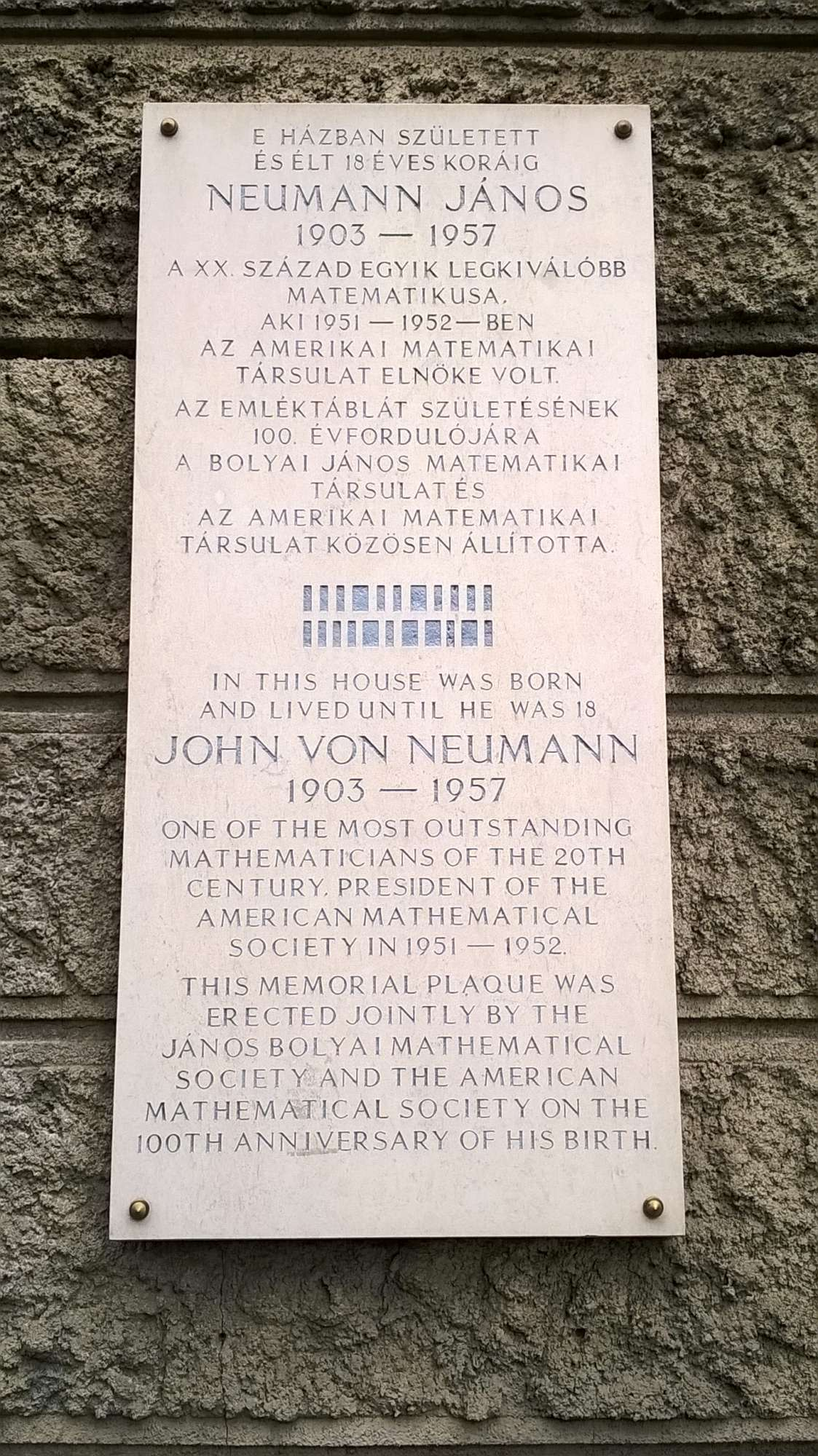
Neumann János emléktáblája szülőháza falán – Budapest V. ker. Báthory u. 26.